# Santo Tomás (Pampanga)
Santo Tomás es un municipio filipino de cuarta clase, perteneciente a la provincia de la Pampanga, en la isla de Luzón.

## Historia
Hacia mediados del siglo XIX, el lugar tenía contabilizada una población de 4163 habitantes, repartidos en 690 casas. Aparece descrito en el segundo volumen del Diccionario geográfico, estadístico, histórico de las Islas Filipinas (1851) de Manuel Buzeta Núñez y Felipe Bravo con las siguientes palabras:

TOMAS (Santo): pueblo con cura y gobernadorcillo, en la isla de Luzon, prov. de la Pampanga, arz. de Manila; sit. en los 124° 21' 40" long. 15° 1' lat., en terr. llano y bajo un clima templado. Tiene unas 690 casas, la parroquial y la de comunidad, en esta última se halla la cárcel. La iglesia parroquial es de mediana fábrica y está servida por un cura secular. Hay escuela de primeras letras con una asignacion pagada de los fondos de comunidad. Comunícase este pueblo con sus inmediatos Minalin, San Fernando y Bacolor, cab. de la prov., por medio de caminos regulares, y recibe el correo de este ùltimo punto dos veces á la semana. Confina el térm. por N. con el de San Fernando, á ¾ leg., por E. N. E. con el de Candava á 3 id.; y por O. con el de Bacolor á 1 ¼ id. El terr. es llano y fértil, y sus prod. son arroz, maiz, caña dulce, pimienta, ajonjolí, algodon, abacá, varias legumbres y frutas. La principal ind. es la agrícola, habiendo tambien algunos ingenios para el beneficio de la caña dulce, y ocupándose las mugeres en fabricacion de algunas telas de algodon y acaba. Pobl., 4,163 alm., y en 1845 pagaba 832 ½ trib. que ahcen 8,325 rs. plata.
(Buzeta y Bravo, 1851, p. 456)

En 2020, tenía censados 42 846 habitantes.